# 영남 4사 MBC 퀴즈열전
영남 4사 MBC 퀴즈열전은 MBC 표준FM에서 매주 월요일 오후 3시 5분부터 오후 3시 57분까지 방송되는 부산, 경남 지역 라디오 방송으로, 부산, 경남 지역의 3개 문화방송(부산문화방송, 창원문화방송, 진주문화방송)에서 동시에 방송되고 있는 프로그램이다. 이 프로그램은 각 문화방송 계열사 진행자들이 돌아가며 진행한다.
이 프로그램은 부산, 경남의 각 문화방송별로 리포터가 등장하여 그 지역 주민들의 문제를 5가지의 실마리를 통해 문제를 맞히는 알쏭달쏭 5고개와 5고개에서 문제를 먼저 맞춘 2명의 출연자가 퀴즈대결을 벌이는 도전 영남 퀴즈왕등 2개의 코너가 있다. 우승자에게는 소정의 상품이 주어진다.